# Los Temerarios de Chico Ché
Los Temerarios de Chico Che fueron un grupo mexicano de música instrumental, rock and roll y balada, surgido en el año 1965, en la Ciudad de México. Fue comandado en un importante período por el cantante mexicano Chico Che.

## Historia
En el año de 1965 se funda el grupo Los Temerarios incluyendo en su alineación original a Rolando Pech, Manuel Villegas, Román Priego, Fernando Ancona, Juan Gil Castellanos González y Tito Villegas. Posteriormente ingresan a esta agrupación Alfredo Villegas “El Zorri” en lugar de Manuel Villegas, José Francisco Hernández Mandujano “Chico Che” sustituyendo a Rolando Pech, y Jorge Augusto García León “Kalúa” en el lugar de Fernando Ancona. Más adelante Chico Che es sustituido por Juan Cornelio “El Super” y se agrega un saxofonista más a la alineación: Juan Antonio Gordillo.

## Alineación
- Fernando Ancona (Batería)
- Alfredo Villegas “El Zorri” (Bajo), Ignacio Mandujano Medina(Bajo)
- Tito Villegas (Guitarra)
- José Francisco Hernández Mandujano “Chico Che” (Guitarra)
- Juan Gil Castellanos González “Johnny Sax”(Saxofón)

## Estilo
Principalmente grabaron temas instrumentales, con el particular sonido de dos saxofones, lo que los hizo lograr un sonido único, algunos temas de rock and roll, incluyendo covers y algunas baladas originales, además de algunos temas tropicales.

## Discografía y presentaciones
Graban tres discos LP para la desaparecida compañía Son-Art, cada uno con 12 temas y 1 disco instrumental bajo la marca Capitol.
"Los Temerarios" logran ser reconocidos y distinguidos por su sonido instrumental y calidad musical en diferentes centros de espectáculos como "El Capri", "La Ronda" y otros lugares de la zona Rosa de la capital de la República Mexicana, donde alternaron con figuras como "Los Aragón", Salma Fayad", "Tongolele", Manuel el Loco Valdez (Operación JAJA), Veronica Castro, Los Hermanos Castro Jose -Jose entre otros artistas de esa época.
En el periodo de 1966 al 1969 disfrutó una época de éxitos discográficos con temas como: “El Mundo”, 'Lupe', 'El amplificador', 'Hazme una señal', 'El bueno, El malo y El feo', 'El amor está en la habitación', Cuando Muere el Otoño, entre otras melodías instrumentales.
Fue en el año 1969 cuando el grupo de Los Temerarios se desintegra debido a que algunos de los integrantes deciden continuar con sus respectivas carreras.

## Canciones originales
- Extrañado (Chico Che)
- Recuerda (Chico Che)
- Tema de Los Temerarios (Los Temerarios)
- Cuando muere el otoño (Los Temerarios)

## Versiones
- La Catedral de Winchester
- El Mundo
- Agente Secreto
- El Bueno, el malo y el feo
- Conoces el camino a San Jose (Adaptación de Tito Villegas)
Nota: El nombre real del grupo es Los Temerarios, pero para evitar confusiones con el popular grupo vigente del mismo nombre, se decidió nombrar el artículo de esta forma.